# Tajnosti a lži
Tajnosti a lži (v anglickém originále Secrets & Lies) je britské filmové drama Mika Leigha z roku 1996. Do hlavních rolí byli obsazeni Brenda Blethyn, Marianne Jean-Baptiste a Timothy Spall. Přestože je režisér Mike Leigh uveden také jako autor scénáře, ve skutečnosti spíše jen načtrl děj a charaktery postav a konečnou podobu dialogů nechal na hercích.

## Obsah
Film vypráví příběh černošské lékařky Hortense Cumberbatch. Hortense ve snaze najít své biologické rodiče zjistí, že její matkou je běloška Cynthia Rose Purley. Dalšími postavami jsou Cynthiina dcera Roxanne, Cynthiin bratr Maurice a jeho žena.

## Ocenění
Tajnosti a lži byly nominovány na Cenu americké filmové akademie za nejlepší film roku. Brenda Blethyn byla nominována na Oscara za hlavní ženskou roli, Marianne Jean-Baptiste za vedlejší ženskou roli, Mike Leigh za nejlepší původní scénář a za režii.
Film získal v roce 1996 hlavní cenu Zlatou palmu na Mezinárodním filmovém festivalu v Cannes.